# Маврикийская социал-демократическая партия
Маврикийская социал-демократическая партия (фр. Parti Mauricien Social Démocrate, англ. Mauritian Social Democratic Party) — маврикийская правая политическая партия. Занимает консервативно-популистские позиции, основанные на политической традиции Гаэтана Дюваля. Неоднократно входила в правительственные коалиции

## «Социал-демократические» консерваторы
С 1946 года на Маврикии действовала организация Маврикийский союз, созданная предпринимателем Жюлем Кёнигом. В 1955 году Жюль Кёниг учредил Маврикийскую партию. В 1963 организация Кёнига была преобразована в Маврикийскую социал-демократическую партию (PMSD, MSDP). В руководящем активе партии быстро выдвинулся известный юрист Гаэтан Дюваль.
Несмотря на название, партия придерживалась правой консервативной идеологии. В то же время PMSD практиковала популистские методы в политике. PSDM являлась единственной политической организацией Маврикия, выступавшей против независимости острова. В апреле 1964 партия сумела организовать сильное движение «антинезависимость», устроив 100-тысячную демонстрацию (против 50 тысяч демонстрантов за независимость, выведенных лейбористами)

## Курс Гаэтана Дюваля
С 1967 года PMSD бессменно возглавлял Гаэтан Дюваль. Под его руководством партия выступала с правых антикоммунистических позиций. При этом его политика характеризовалась социальным популизмом: Дюваль и его партия, опираясь на креолов-маврикийцев, выступали против расовой, этнической и религиозной дискриминации, настаивали на «снятии всех барьеров между маврикийцами». Активная партийная работа велась в рабочей среде. Партия строилась по «вождистскому» принципу, большую роль играла харизма Дюваля. Он имел много близких друзей среди своих сторонников, располагал отрядом лично преданных боевиков-телохранителей.
В 1960-х и первой половине 1970-х Маврикийская социал-демократическая партия была второй политической силой острова, уступавшей только Лейбористской партии. На выборах 1967 года — менее чем за год до провозглашения независимости — PMSD получила более 43,5 % голосов. Гаэтан Дюваль занял пост министра иностранных дел в правительстве лейбориста Сивусагура Рамгулама. 
Дюваль ориентировался на сближение с Францией и Франсафрикой, поддерживал хорошие личные отношения с правыми французскими и африканскими политиками (Жаком Шираком, Шарлем Паскуа, Омаром Бонго). Исходя из антикоммунизма, Дюваль выступал за военное сотрудничество с консервативным правительством Великобритании и политические связи с южноафриканской администрацией Балтазара Форстера. Негативно воспринял Дюваль приход к власти на Сейшельских островах «социалиста Индийского океана» Франса-Альбера Рене. Партия Гаэтана Дюваля выступала против захода в порты Маврикия советских рыболовных судов. В 1973 году это привело к разрыву коалиции с партией Сивусагура Рамгулама.

## Блок с лейбористами против MMM
Выборы 1976 изменили положение: PMSD собрала лишь 16,5 %. На первое место вышла леворадикальная партия Маврикийское боевое движение (MMM) Поля Беранже. Возникла перспектива прихода к власти левых сил. Чтобы предотвратить такое развитие событий, Дюваль оставил разногласия с Рамгуламом, была вновь сформирована коалиция лейбористов и социал-демократов. Таким образом, МММ не была допущена к власти. Политическая позиция PMSD была подвергнута критике в СССР как «проимпериалистическая».
Выборы 1982 года принесли полный успех MMM, которую к тому времени возглавлял более умеренный деятель Анируд Джагнот. PMSD потеряла представительство в парламенте и перешла в оппозицию. В 1983 социал-демократы выступали в блоке с партией Боевое социалистическое движение (MSM, создано Джагнотом после конфликта с Беранже) и лейбористами Рамгулама. Этот альянс позволил отстранить MMM в оппозицию. Гаэтан Дюваль, поддерживавший Джагнота в противоборстве с Беранже, вернулся в состав правительства. В кабинете Джагнота он курировал лёгкую промышленность, туризм, развитие острова Родригес.
На выборах 1987 года PMSD Дюваля вновь выступала в блоке с партиями Джагнота и Рамгулама. Эта тактика позволила социал-демократам остаться в правительственной коалиции, где доминировала MSM.
В 1991 году политический расклад на Маврикии изменился. Теперь правые социал-демократы Дюваля блокировались с лейбористами Навина Рамгулама-младшего против левоцентристской коалиции MSM-MMM — и потерпели поражение на выборах.

## После Дюваля-старшего
К выборам 1995 года PMSD сильно ослабла из-за конфликта между Дювалем-старшим и его сыном Ксавье-Люком. Дюваль-младший претендовал на партийное лидерство, но не смог занять место отца и создал партию собственного имени. Это привело к расколу PMSD.
После кончины Гаэтана Дюваля 5 мая 1996 Маврикийскую социал-демократическую партию возглавил его брат Эрве Дюваль. На выборах PMSD выступала под брендом Партия Гаэтана Дюваля, но собрала всего 6,3 % голосов и не прошла в парламент. В выборах 2000 партия не участвовала.
В 2000 году лидером Маврикийской социал-демократической партии стал госслужащий Морис Аллет, впоследствии занимавший пост директора портового управления Маврикия. Аллет позиционировался как продолжатель политической традиции Гаэтана Дюваля. Ему удалось отчасти восстановить утраченные партийные позиции.
В выборах 2005 PMSD участвовала в альянсе с MSM—MMM и сумела вернуться в парламент в качестве оппозиции. Интересно, что в этой коалиции наследники Гаэтана Дюваля состояли вместе с Полем Беранже, тогда как против неё выступал — и одержал победу — блок лейбористов с партией Ксавье-Люка Дюваля.

## Возвращение Дюваля-младшего

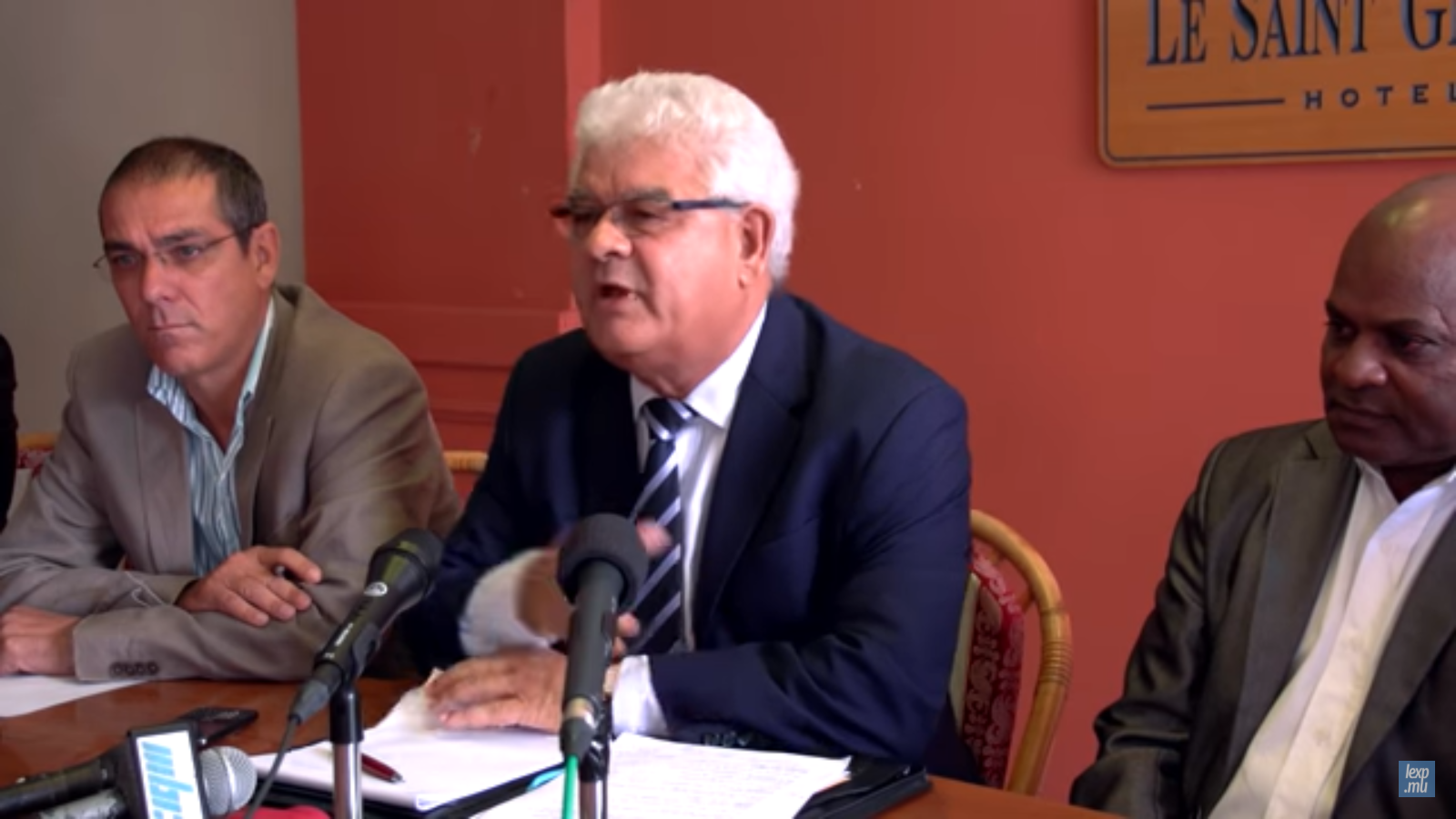
Морис Аллет в 2014 году

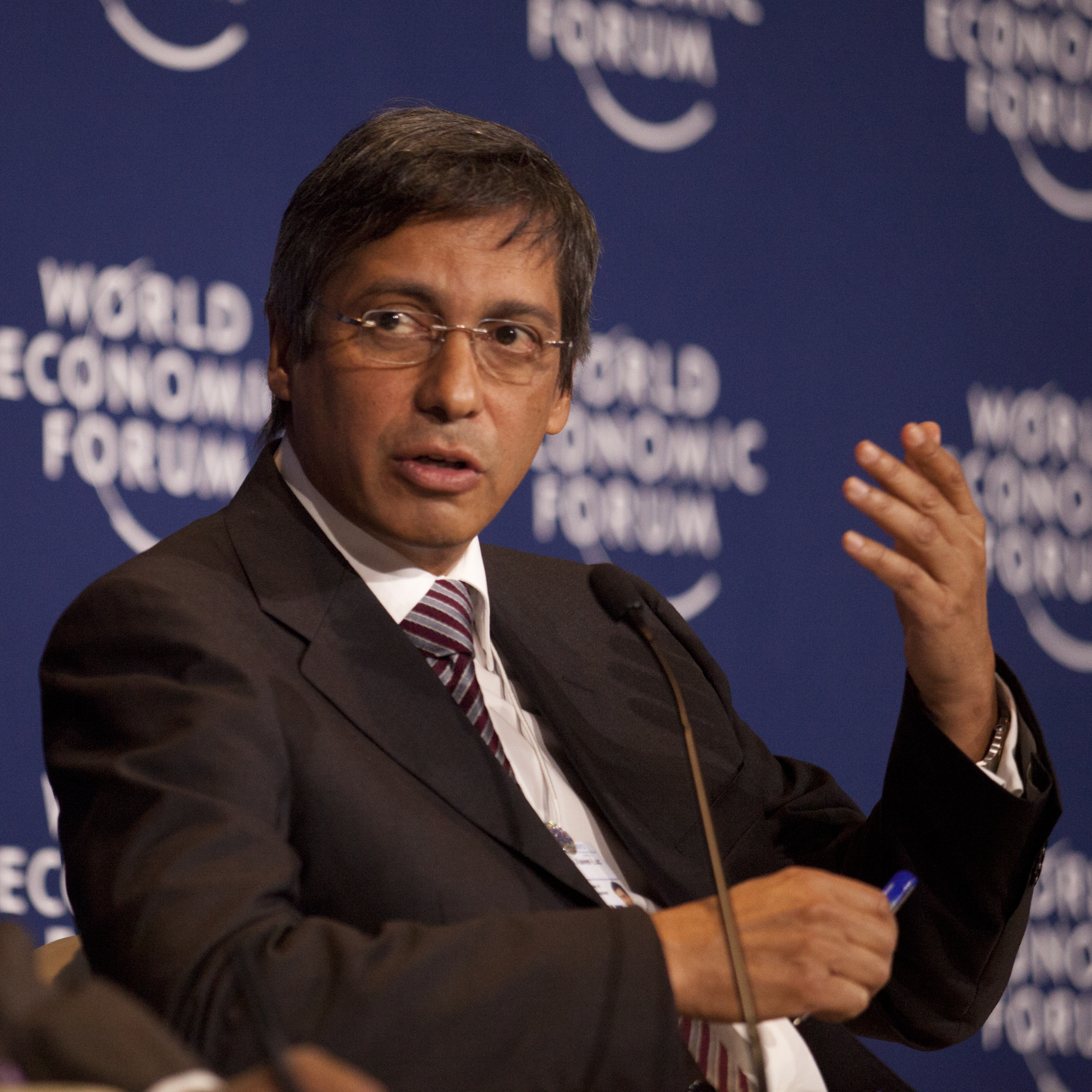
Ксавье-Люк Дюваль в 2012 году

В 2009 году Ксавье-Люк Дюваль распустил свою партию и вернулся в PMSD. Он разделил руководство с Морисом Аллетом: Дюваль-младший стал лидером партии, Аллет — почётным председателем. Консолидация оправдала себя: на выборах 2010 года PMSD вступила в блок с MSM и лейбористами, коалиция одержала победу над MMM. С 2011 по 2014 Ксавье-Люк Дюваль был вице-премьером Маврикия, министром финансов и экономического развития в кабинете Анируда Джагнота.
На выборах 2014 года Маврикийская социал-демократическая партия блокировалась с MSM и небольшой левой организацией, отколовшейся от MMM. Альянс Анируда Джагнота и Ксавье-Люка Дюваля взял верх над блоком MMM Поля Беранже и лейбористов Навина Рамгулама: 51 мандат против 16. PMSD имеет в парламенте 11 мандатов (7 избранных депутатов, 4 примкнувших). Ксавье-Люк Дюваль занял в новом правительстве Джагнота пост министра туризма.

## Снова в оппозиции
19 декабря 2016 года Ксавье-Люк Дюваль объявил о разрыве коалиции и переходе PMSD в оппозицию. Причиной такого решения названы заготовленные в правительстве Джагнота поправки в Конституцию Маврикия, в соответствии с которыми создаётся новый государственный орган — «комиссия уголовного преследования». В этой связи премьер Анируд Джагнот назвал такую позицию «подозрительной» и задал риторический вопрос: «Чьи же интересы Ксавье-Люк Дюваль намерен защищать?».
Таким образом, Дюваль-младший стал лидером парламентской оппозиции и союзником Поля Беранже (главного противника Дюваля-старшего).
Идеологически Маврикийская социал-демократическая партия занимает правые консервативные позиции, что отличает её от остальных ведущих политических сил острова (Боевое социалистическое движение, Маврикийское боевое движение, Лейбористская партия, Движение свободы), декларирующих левую или левоцентристскую ориентацию. Однако современная политическая практика Маврикия отдаёт приоритет не идеологическим установкам, а тактическим задачам текущего момента. Отсюда частая смена союзников, идеологически причудливые альянсы, трудно представимые во времена Гаэтана Дюваля-старшего.